# Dynode

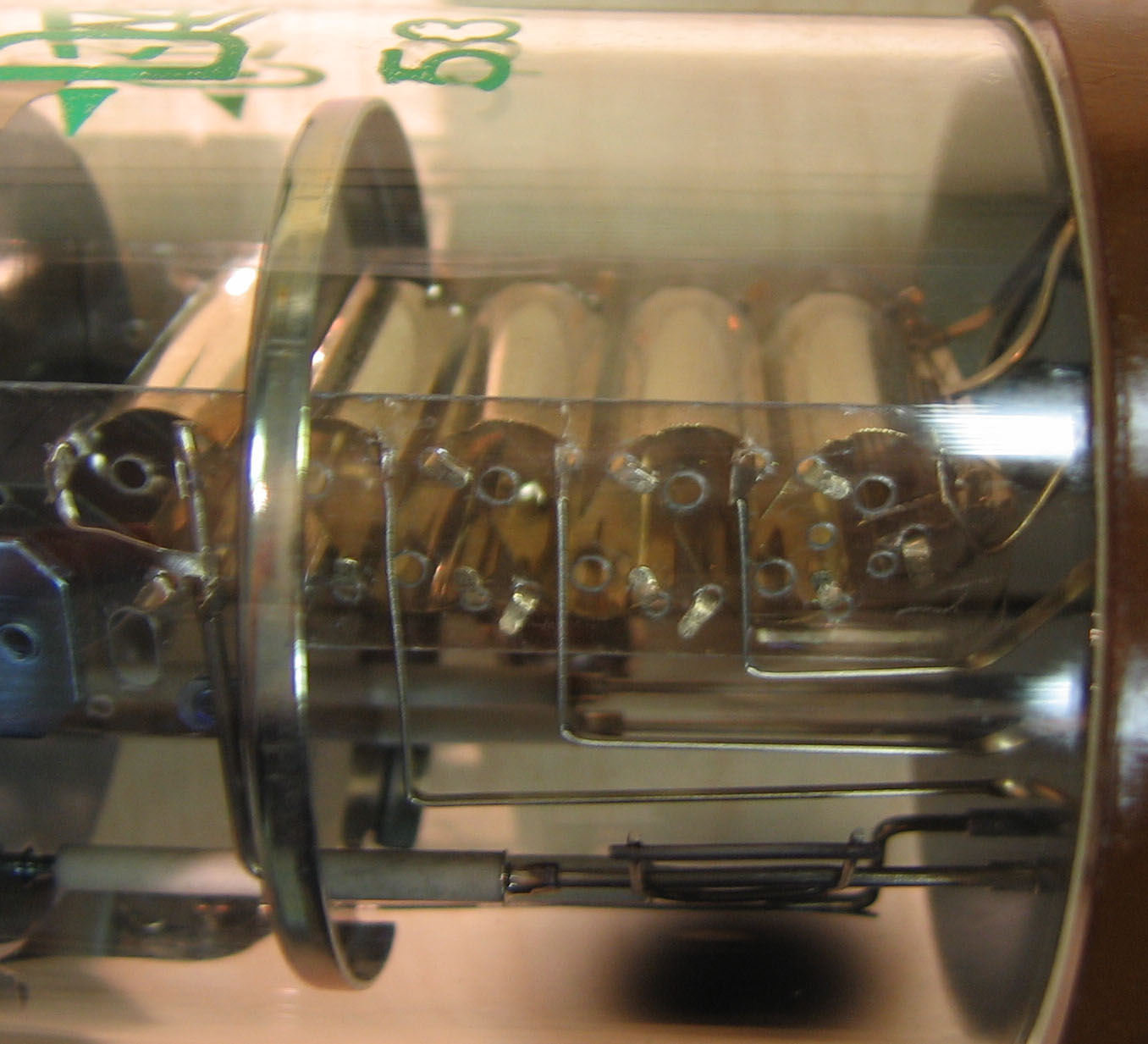
Dynoden in einem Photomultiplier

Eine Dynode ist eine Elektrode aus einer Serie von Einzelelektroden in einem Photomultiplier, welche als Elektronenvervielfacher dient, und unter anderem in der Massenspektrometrie eingesetzt wird. Der Name leitet sich von dem Dynatron und darauf aufbauenden Dynatron-Oszillator ab, welcher von Albert Hull Anfang des 20. Jahrhunderts entwickelt wurde.
Über die gesamte Serie der Dynoden ist eine Beschleunigungsspannung angelegt, so dass zwischen einem Paar von Dynoden die entsprechend der Anzahl geteilte Spannung abfällt. Durch diese Teilspannungen werden Elektronen von Dynode zu Dynode beschleunigt. Trifft ein Elektron auf die Oberfläche einer Dynode, so werden weitere Elektronen emittiert, daher der Name Elektronenvervielfacher, womit der Strom steigt. An der letzten Dynode liegt das ursprüngliche einzelne Elektron Millionenfach vervielfacht vor, Verstärkungsfaktoren über 106 sind üblich, und kann dann als ein elektrischer Impuls messtechnisch detektiert werden.
Eine Dynode erfüllt als Elektrode sowohl die Eigenschaften einer Kathode als auch einer Anode, da sie Elektronen emittiert und absorbiert.